# Dexia divergens
Dexia divergens là một loài ruồi trong họ Tachinidae.